# 다프네
다프네(그리스어: Δάφνη)는 그리스 신화에 나오는 드라이어드(나무 요정)로, 페네이오스의 딸이다.
아폴론이 에로스의 활솜씨를 자신의 활솜씨와 비교해 놀리자 에로스는 아폴론에게 사랑의 화살인 금화살을 쏘아 강의 신 페네오스의 딸인 다프네를 보고 사랑에 빠졌다. 그리하여 다프네에게 구혼했지만 다프네는 에로스가 쏜 증오의 화살인 납화살을 맞았기 때문에 아폴론을 보자마자 기겁하며 달아났다. 아폴론은 다프네를 쫓아다녔고, 아무리 달래봐도 소용이 없자 하는 수 없이 아폴론은 숲을 헤치며 다프네를 끝까지 뒤쫓아가 막 안으려할 때, 다프네가 더 이상 도망칠 길이 없자 아버지 페네이오스에게 자기를 구해 달라고 소리쳤다. 페네이오스는 다프네의 몸을 월계수로 변하게 했다. 그렇게 해서 다프네는 월계수로 변하여 아폴론으로부터 구해지게 되었고, 이를 슬프게 여긴 아폴론은 월계수잎을 모아 월계관을 만들었다.

## 같이 보기
- 시링크스
- 피티스